# Lee Sang-ho
Lee Sang-ho (12 september 1995) is een Zuid-Koreaanse snowboarder. Hij vertegenwoordigde zijn vaderland op de Olympische Winterspelen 2018 in Pyeongchang.

## Carrière
Tijdens de FIS wereldkampioenschappen snowboarden 2013 in Stoneham eindigde Lee als twintigste op de parallelslalom en als 36e op de parallelreuzenslalom. Bij zijn wereldbekerdebuut, in december 2013 in Carezza, scoorde hij direct wereldbekerpunten.
Op de FIS wereldkampioenschappen snowboarden 2015 in Kreischberg eindigde de Zuid-Koreaan als twaalfde op de parallelreuzenslalom en als 25e op de parallelslalom. In december 2016 behaalde Lee in Carezza zijn eerste toptienklassering in een wereldbekerwedstrijd. In maart 2017 stond hij in Kayseri voor de eerste maal in zijn carrière op het podium van een wereldbekerwedstrijd. In de Spaanse Sierra Nevada nam de Zuid-Koreaan deel aan de FIS wereldkampioenschappen snowboarden 2017. Op dit toernooi eindigde hij als vijfde op de parallelreuzenslalom en als negentiende op de parallelslalom. Tijdens de Olympische Winterspelen van 2018 in Pyeongchang veroverde Lee de zilveren medaille op de parallelreuzenslalom.

## Resultaten

### Olympische Winterspelen
| Jaar | Plaats      | Resultaten              |
| ---- | ----------- | ----------------------- |
| 2018 | Pyeongchang | Parallelreuzenslalom    |
| 2022 | Peking      | 5e Parallelreuzenslalom |

### Wereldkampioenschappen
| Jaar | Plaats        | Resultaten                                                         |
| ---- | ------------- | ------------------------------------------------------------------ |
| 2013 | Stoneham      | 20e Parallelslalom 36e Parallelreuzenslalom                        |
| 2015 | Kreischberg   | 25e Parallelslalom 12e Parallelreuzenslalom                        |
| 2017 | Sierra Nevada | 19e Parallelslalom 5e Parallelreuzenslalom                         |
| 2019 | Park City     | DSQ Parallelslalom 31e Parallelreuzenslalom                        |
| 2021 | Rogla         | 5e Parallelslalom 14e Parallelreuzenslalom                         |
| 2023 | Bakoeriani    | 5e Parallelslalom 10e Parallelreuzenslalom 10e Parallelslalom team |
| 2025 | Engadin       | 7e Parallelslalom · Parallelreuzenslalom · 13e Parallelslalom team |

### Wereldbeker
Eindklasseringen
| Seizoen   | PAR | PSL | PGS |
| --------- | --- | --- | --- |
| 2013/2014 | 67e | 63e | 70e |
| 2014/2015 | 42e | 48e | 37e |
| 2015/2016 | 23e | 20e | 26e |
| 2016/2017 | 5e  | 12e | 5e  |
| 2017/2018 | 17e | 21e | 15e |

Wereldbekeroverwinningen
| Datum            | Locatie    | Event                |
| ---------------- | ---------- | -------------------- |
| 11 december 2021 | Bannoye    | Parallelreuzenslalom |
| 12 januari 2024  | Pamporovo  | Parallelslalom       |
| 9 maart 2024     | Winterberg | Parallelslalom       |